# 電子入札
電子入札（でんしにゅうさつ）とは、官公庁の入札担当部局と各入札参加業者とをネットワークで結び、一連の入札事務をそのネットワーク経由で行う方法である。これを活用することにより、手続きの透明性の確保（情報公開）、品質・競争性の向上（談合機会の減少）、コスト縮減（業者の移動コスト等）、事務の迅速化などの効果が期待される。

## 経緯
ICT化推進の位置付けとして、公共事業については、国土交通省の「CALS/EC（地方展開アクションプログラム2001年6月）」において、株式会社帝国データバンクが全国初となる電子入札向けの認証局業務を受託して展開した。
都道府県・政令指定都市は、平成19年（2007年）の本格実施を目標に導入を進めることとされている。主要地方都市は平成20年（2008年）、その他の市町村は、平成22年（2010年）までが普及の目安とされている。この計画に強制力はないが、ほとんどの都道府県・政令指定都市がこの時期を目処として電子入札の本格導入を計画している。なお、全国で初めて制度を導入したのは横須賀市となる。
物品調達については具体的な電子入札導入に関する枠組みはないが、あえて挙げれば総務省のe-Japan戦略、各自治体の電子自治体化計画ということになる。 
様々なシステムの乱立による発注者側における開発費等の増大、受注者側における複数システムへの対応の必要等の問題を避けるため、国土交通省が開発した電子入札システムをベースにした基本システムの開発が、官民参画の「電子入札コアシステム開発コンソーシアム」により進められた。現在、コアシステムはバージョン4.2がリリースされており、当初の開発目標を達成している。
総務省方式、国土交通省（コアシステム）、独自方式（横須賀市など）があり、統一化が効率的運用の課題となっている。

## 電子入札の流れ
- 入札者はパソコン、インターネット接続環境、電子証明書(ICカード)、ICカードリーダ、各種ソフトウェアを用意し、発注者の電子入札システムとインターネットを介して接続する。
- 入札参加申請から入札までの手続きは従来は書類を用いておこなわれていたが、電子入札では全てパソコンにより手続きする。
- 入札者の証明には電子証明書(ICカード)を用いる。
- 電子証明書は入札者がシステムに対応している電子認証局に依頼して用意する。
- 発注者は入札者の登録している電子認証局にインターネットを介してアクセスし、入札者の確認を行う。